# Cyril Lawrence
Cyril Lawrence (* 12. Juni 1920 in Salford; † 14. April 2020 in Farnworth) war ein englischer Fußballspieler.

## Karriere
Lawrence machte eine Ausbildung beim Maschinenhersteller Gresham & Craven, als er 1939 vom Erstligisten FC Blackpool entdeckt wurde. Lawrence spielte in der Folge üblicherweise für die dritte Mannschaft des Klubs und erhielt auch für die Saison 1939/40 einen Vertrag. Im Mai 1939 spielte er auf Seiten einer Ligaauswahl der „Northern Mid-Week League“ gegen den Staffelmeister Preston North End in Deepdale.
Bei Kriegsausbruch war Lawrence nach Manchester zurückgekehrt, Auftritte für Blackpool waren daher rar gesät. Im Dezember 1939 gegen die Bolton Wanderers und im September 1943 gegen Stockport County absolvierte er jeweils eine Partie in den kriegsbedingten Ersatzwettbewerben für Blackpool, für Blackpools Reserveteam kam er beispielsweise im April 1940 anlässlich eines Auswärtsspiels in Manchester zum Einsatz. 1939/40 spielte er zudem für Hyde United in der Cheshire County League, die ihren Spielbetrieb fortsetzte. Im Aufgebot fanden sich zahlreiche weitere Football-League-Spieler, darunter Jack Hall (Tottenham), George Forbes (Blackburn), Billy Walsh (Manchester City) und Charlie Mitten (Manchester United)
Im Zweiten Weltkrieg diente Lawrence jahrelang in der Royal Navy an Bord der King George V, erlebte laut Familienangaben die Versenkung der Bismarck und die Kapitulation Japans.
Im Februar 1946 war er bei Blackpool zum Profi aufgestiegen, Pflichtspieleinsätze waren aber in Konkurrenz zu Spielern wie Stan Mortensen, Alex Munro oder George Eastham außer Reichweite und im April 1947 wechselte er in die Football League Third Division North zum AFC Rochdale. Für Rochdale hatte er einige torlose Auftritte als Mittelstürmer, ehe er die zweite Hälfte der Saison 1947/48 regelmäßig als Rechtsaußen aufgeboten wurde. Die folgenden beiden Jahre wurden Einsätze sporadischer, in Konkurrenz zu Jackie Arthur kam er in zwei Jahren nur noch zu 19 Ligaeinsätzen. 1949 gewann er allerdings mit Rochdale durch einen 1:0-Finalerfolg über Blackpool vor über 13.000 Zuschauern im Boundary Park den Lancashire Senior Cup.
Im September 1950 wurde er gemeinsam mit seinem Mannschaftskameraden Dick Grieve „für eine große Ablösesumme“ zum Ligakonkurrenten AFC Wrexham transferiert. Dort ersetzte er zunächst für zehn Partien Frank Fidler auf der Mittelstürmerposition, in der Folge erhielt er den Vorzug vor Dennis Grainger als rechter Außenstürmer. Nach zwei Spielzeiten mit insgesamt 50 Ligaeinsätzen und neun -toren wurde sein Vertrag vom Verein nicht verlängert und Lawrence stattdessen auf die Transferliste gesetzt. Ein Wechsel kam in der Folge aber nicht zustande, stattdessen beendete Lawrence 32-jährig seine Fußballerlaufbahn.
Im August 2017 stattete er 97-jährig seinem vormaligen Klub Rochdale einen Besuch ab. Im April 2020 erkrankte er an COVID-19 und starb wenige Tage später im Alter von 99 Jahren im Royal Bolton Hospital in Farnworth. Er hinterließ seine gleichaltrige Ehefrau, die er 1944 ehelichte, sowie zwei Töchter.